# معركة ميونغنيانغ
معركة ميونغنيانغ (بالكورية: 명량 해전)، في 26 أكتوبر 1597، انتصر اسطول مملكة جوسون الكورية البحري، بقيادة الأدميرال يي سن شن، على الأسطول الضخم الياباني في مضيق ميونغنيانغ بالقرب من جزيرة جيندو، قبالة جنوب غرب شبه الجزيرة الكورية.

لم يكن لدى الكوريين سوى 13 سفينة فقط، فقد تدمر أسطولهم بالكامل بسبب هزيمة الأدميرال وون جيون الكارثية في معركة تشيلتشون يانغ، سيطر الأدميرال يي على المضيق باعتباره «خط الدفاع الأخير» ضد البحرية اليابانية، التي كانت تبحر لدعم تقدم جيشها البري نحو عاصمة جوسون هانيانغ (سيول حالياً). 

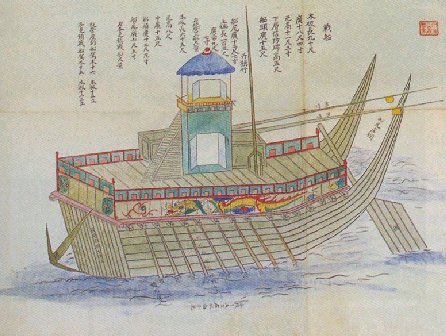
لوحة قديمة للبانكسيون.

القوة العددية الفعلية للأسطول الياباني الذي حاربه الأدميرال يي غير واضحة. تشير مصادر مختلفة إلى أن عدد السفن اليابانية بين 120 و330 سفينة، لكن السفن الحربية الفعلية لم يتجاوز عددها 130 سفينة (بقية السفن كانت سفناً غير حربية، وصل عددها إلى 200 سفينة). :312  بغض النظر عن حجم الأسطول الياباني، تشير جميع المصادر إلى أن السفن اليابانية كانت تفوق عدد السفن الكورية بشكل كبير، بنسبة لا تقل عن عشرة إلى واحد في أفضل الأحوال. :302 في المجموع 30 سفينة حربية يابانية غرقت أو شلت خلال المعركة. وأصيب تودو تاكاتورا، قائد البحرية اليابانية، خلال المعركة وأصيب أو قتل نصف ضباطه. بالنظر إلى التفاوت في عدد السفن، تعتبر هذه المعركة البحرية واحدة من أبرز انتصارات الأدميرال يي، وهزيمة بحرية مهينة لليابانيين. ومع ذلك، حتى بعد النصر، كانت القوات البحرية اليابانية لا تزال تفوق عدد القوات البحرية في جوسون، لذلك انسحب الأدميرال يي إلى البحر الأصفر لإعادة تزويد أسطوله بالمزيد من المساحة للدفاع. بعد انسحاب البحرية الكورية، قامت البحرية اليابانية بالتوغل في الساحل الغربي لكوريا، بالقرب من بعض الجزر في مقاطعة يونغوانغ.